# Índice sinonímico de la flora de Francia
El Índice sinonímico de la flora de Francia de Michel Kerguélen, corrientemente citado como « Indización de Kerguélen », es una lista alfabéticae de taxones de la flora espontánea y cultivada francesa, sus sinónimos y sus híbridos. Este índice lo inicia Michel Kerguélen (1928-†1999).

## Fuente
Traducción del Art. en lengua francesa.